# 宇陀松山藩

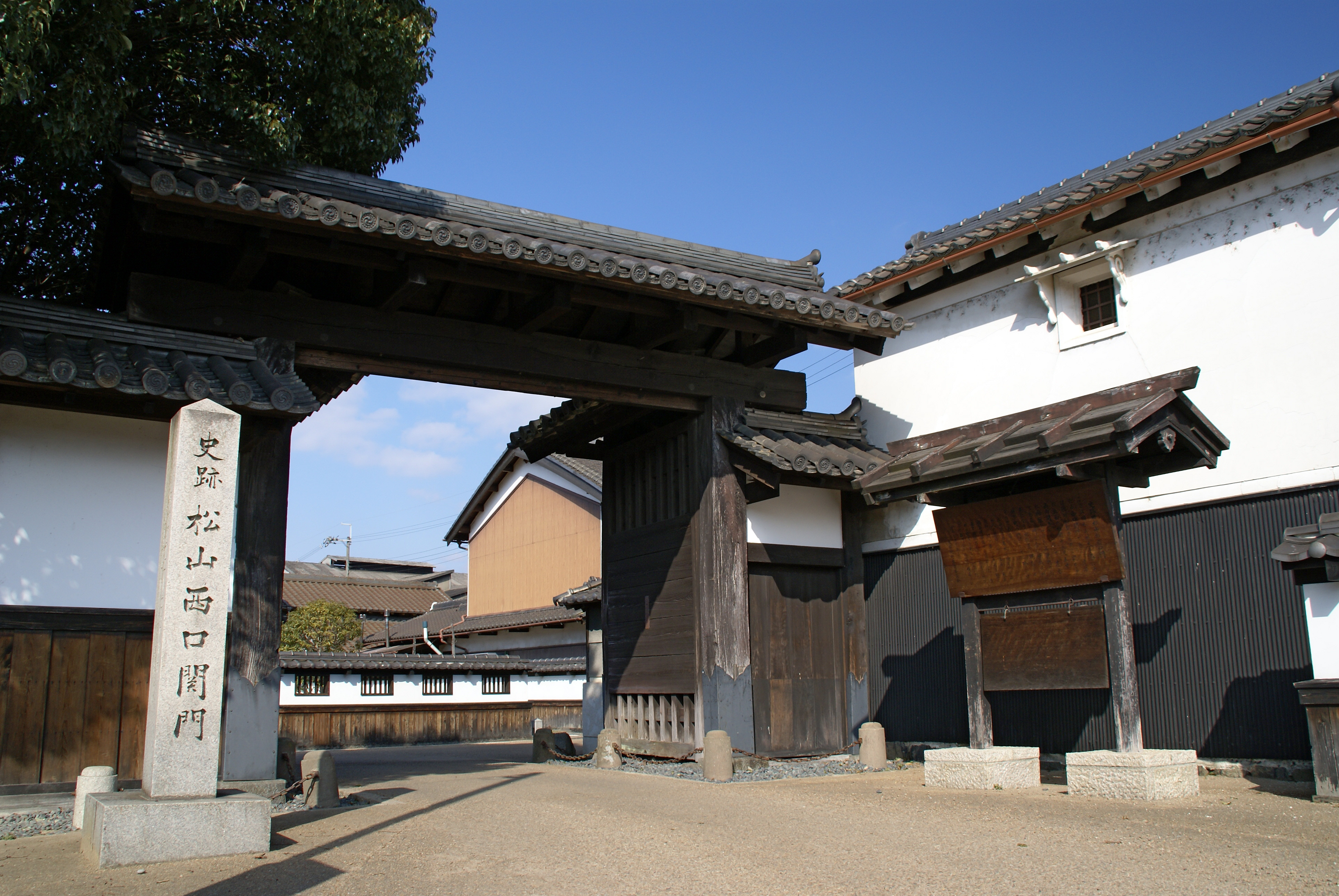
松山西口関門（国の史跡）

宇陀松山藩（うだまつやまはん）は、大和国に存在した藩。藩庁として松山（奈良県宇陀市大宇陀）に陣屋が置かれた。大和松山藩ともいう。

## 藩史
関ヶ原の戦いの功績により福島高晴が3万石余で伊勢国長島から加増転封されて立藩した。高晴は1615年の大坂夏の陣で豊臣氏に内通した嫌疑をかけられて改易され、織田信雄が大和国と上野国両国内に合わせて5万石を与えられて入封した。その際、天下人であった織田信長の子であるという所以から国主格も与えられた。
信雄は上野の所領を四男の信良に与え、自身は隠居領として大和2万8000石を領した。1630年に信雄が死去すると、大和の所領は五男の高長が継いだ。その後、長頼・信武と続くが、藩内に混乱が起こり信武は自殺した（宇陀崩れ）。信長の血統であるということを重んじられて、信武の子・信休への家督相続こそ認められたが、所領を2万石に減らされた上で丹波柏原藩へ減移封された。国主格として扱われていた待遇も、このときに剥奪された。宇陀松山藩はこれをもって廃藩となった。

## 歴代藩主

### 福島家
外様 - 3万1717石
| 代 | 氏名 | よみ     | 官位・官職 | 在任期間                           | 前藩主との続柄・備考 |
| -- | ---- | -------- | ---------- | ---------------------------------- | -------------------- |
| 1  | 高晴 | たかはる | 掃部頭     | 慶長5年 - 慶長20年 1600年 - 1615年 | 福島正信の次男       |

### 織田家
外様 - 2万8000石
| 代 | 氏名 | よみ     | 官位・官職            | 在任期間                           | 前藩主との続柄・備考 |
| -- | ---- | -------- | --------------------- | ---------------------------------- | -------------------- |
| 1  | 信雄 | のぶかつ | 正二位 内大臣         | 元和元年 - 寛永7年 1615年 - 1630年 | 織田信長の次男       |
| 2  | 高長 | たかなが | 従四位下 出雲守・侍従 | 寛永7年 - 万治2年 1630年 - 1659年  | 先代の五男           |
| 3  | 長頼 | ながより | 従四位下 山城守・侍従 | 万治2年 - 元禄2年 1659年 - 1689年  | 先代の次男           |
| 4  | 信武 | のぶたけ | 従四位下 出雲守       | 元禄2年 - 元禄7年 1689年 - 1694年  | 先代の長男           |
| 5  | 信休 | のぶやす | 従五位下 山城守       | 元禄8年 1695年                     | 先代の長男           |

## 織田家時代の主な重臣
- 津田氏（500石）
津田頼房（織田高長の五男）－頼城－頼張－頼利－頼矩＝頼稲＝頼匡＝頼道＝頼順（要）
- 生駒氏（1700石） - 佐々木高一は六角義治の弟で、織田信雄に仕え、その次女を娶った。その子正勝は、外祖父信雄の母方の生駒氏を名乗ることを許された。
佐々木高一－生駒正勝－正興＝正純－邦綱－通綱－方綱－宏綱＝美綱－克綱－高令
- 生駒氏（1500石） - 生駒忠親は、本姓は谷氏。織田信雄に仕え、その養女を娶った。その跡は弟の範親が相続。宇陀崩れで則正が上意討ちにより殺害され家名断絶。
生駒忠親＝範親－則旦－則親－則正
- 生駒氏（400石） - 生駒範親の次男重玄に始まる家。宇陀崩れで本家断絶後も存続。
生駒重玄－玄矩－玄忠－玄成＝玄連＝晴農＝頼寛－忠得－忠教－寛栗－寛敏
- 田中氏（650石） - 宇陀崩れで、安定が藩主信武に殺害され家名断絶。
田中清安－宗興－宗氏＝安定
- 浅津氏（500石） - 浅津家は、加賀衆（織田高長が加賀前田家に仕えていた時期に家臣となった家）の重鎮であったが、重満と長頼五女矢都姫との醜聞の噂が立ち、長頼の命で殺害され家名断絶。
浅津重俊－重満－重保
- 中山氏（400石） - 中山家は、初代藤田正就が加賀で高長に仕え、後に藤田を中山に改める。
中山正就－正朝＝正峯－正親＝正佳－親純－親用－忠貞－親寶－親和＝正固－康吉